# Sigaretta elettronica

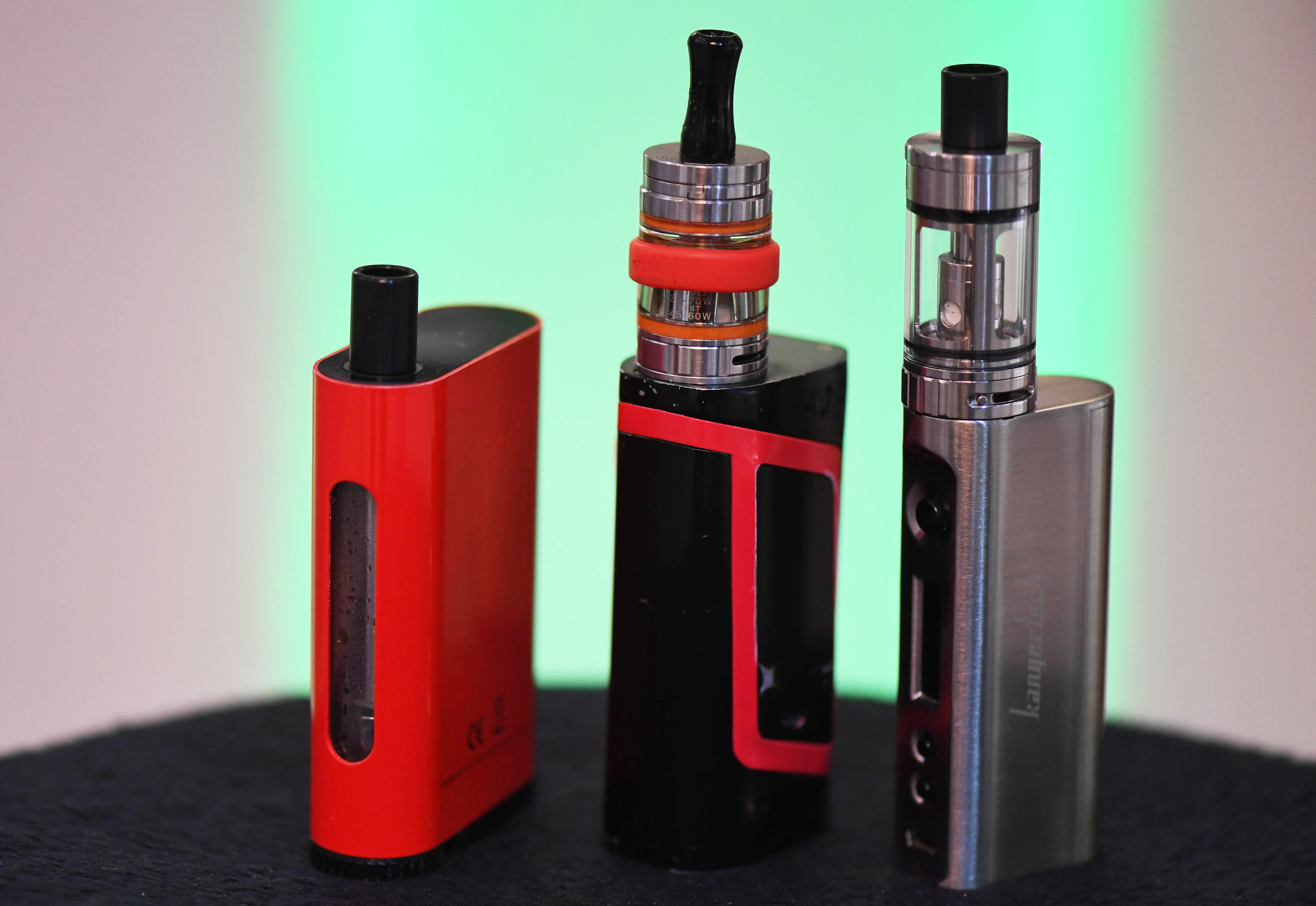
3 modelli di sigaretta elettronica

La sigaretta elettronica (chiamata anche e-cig o svapo) è un dispositivo elettronico, nato con l'obiettivo di fornire un'alternativa al consumo di tabacchi lavorati (sigarette, sigari e pipe), che ricalchi le mimiche e le percezioni sensoriali di questi ultimi, da non confondere con i prodotti a tabacco riscaldato non bruciato (che si differenziano dalle sigarette tradizionali per il fatto che il tabacco non brucia, ma si scalda).

## Caratteristiche
Le sigarette elettroniche vengono spesso vendute come alternative al fumo di tabacco, poiché alcuni componenti cancerogeni presenti nel fumo tradizionale sono assenti. Un target di mercato è rappresentato dai soggetti che hanno intenzione di smettere di fumare (questo anche grazie al fatto che volendo è possibile controllare la dose di nicotina somministrata e scalarla nel tempo, analogamente a come si fa con i cerotti transdermici o con altri presidi progettati ad Hoc dall'industria farmaceutica). Tuttavia l'Organizzazione mondiale della Sanità, nel novembre del 2010, ha dichiarato che non esistono al momento studi sull'efficacia di tale misura e raccomanda di organizzare ulteriori studi di approfondimento sull'argomento. 
La produzione ed il commercio delle sigarette elettroniche sono gestiti dall'industria del tabacco. Gli utilizzatori delle sigarette elettroniche sono chiamati "vapers".
L'uso delle sigarette elettroniche comporta molti rischi per la salute, soprattutto per bambini, giovani adulti e donne incinte. 
Il rischio dipende dalla composizione dell'aerosol e varia in base al contenuto del liquido, al design fisico ed elettrico del dispositivo ed alle abitudini dell'utilizzatore. Trattandosi di una tecnologia relativamente nuova, i rischi a lungo termine dello svapo non sono pienamente conosciuti, sebbene i rischi a lungo termine di alcune sostanze presenti nell'aerosol dello svapo siano stati studiati. Una ricerca del 2019 ha concluso che "nessuno studio sugli effetti tossicologici e sulla sicurezza è stato condotto sugli umani; senza questi dati, affermare con certezza che le sigarette elettroniche siano più sicure delle sigarette combustibili è impossibile".
Il vapore della sigaretta elettronica ha una composizione diversa rispetto al fumo di sigaretta e può avere livelli più bassi di alcune sostanze chimiche tossiche. Le sigarette elettroniche riducono la funzione polmonare, riducono la funzione del muscolo cardiaco, e aumentano l’infiammazione. Le sigarette tradizionali hanno serie più lunga di danni rispetto allo svapo, tuttavia l’inalazione della nicotina ha le sue conseguenze. L’epidemia mortale di danni polmonari da svapo del 2019-2020 nel Nord America è stata provocata primariamente dalla vitamina E acetato nel liquido da svapo contenente THC. Altre sostanze chimiche non identificate possono inoltre causare danni polmonari associati allo svapo. La relazione tra l’assunzione di nicotina tramite svapo e il fumo del tabacco è un'area di attivo studio e dibattito, che riguarda i relativi rischi alla salute, l’opportunità o meno che le sigarette elettroniche siano promosse come un’alternativa meno dannosa del fumo o come un metodo per smettere interamente con la nicotina, e se la disponibilità di sigarette elettroniche portino un numero maggiore di persone alla dipendenza da nicotina. I prodotti da svapo con nicotina producono più carcinogeni e sostanze tossiche rispetto ad un inalatore di nicotina medicalmente approvato. Un’altra questione riguarda la possibilità che persone che si trovano nelle vicinanze inalino il vapore esalato dagli altri, in maniera simile al fumo passivo.
Il vapore delle sigarette elettroniche consiste in particolato fine ed ultrafine, glicole propilenico, glicerolo, nicotina, aromi, piccole quantità di agenti tossici carcinogeni,, metalli pesanti e nanoparticelle di metallo. Gli effetti nocivi della nicotina stessa possono includere patologie cardiovascolari, possibili malattie congenite e avvelenamento da nicotina. Il liquido della sigaretta elettronica può essere contaminato da varie sostanze introdotte durante la produzione, o da particelle di metallo provenienti dalla confezione. Se il filo di nicromo del riscaldatore raggiunge una temperatura molto elevata possono crearsi dei carbonili come la formaldeide, che è cancerogena; il rischio è particolarmente presente nei dispositivi da svapo ad alto voltaggio (5,0 V), che possono generare livelli di formaldeide uguali o superiori rispetto al fumo e durante il cosiddetto "dry puffing" o "dry burn", ossia l’utilizzo del dispositivo quando è presente una quantità molto bassa o nulla di liquido.
Oltre all’esposizione a sostanze tossiche durante il normale uso, ci sono anche i rischi derivanti dall’uso scorretto o da incidenti, che possono riguardare l’avvelenamento da nicotina (soprattutto tra i bambini piccoli), contatto con la nicotina liquida, incendi causati dal malfunzionamento del vaporizzatore, e l’esplosione delle batterie come risultato di una ricarica molto prolungata, di caricatori inadeguati, di difetti di produzione o di modifiche eseguite dall’utilizzatore.

## Descrizione
La sigaretta elettronica è nota anche come vaporizzatore personale (Personal Vapouriser in inglese britannico, Vaporizer in american english) e indica lo strumento per inalazione di vapori.
Il dispositivo è elettrico e, per mezzo di una corrente elettrica, riscalda elementi resistivi che portano a temperatura di ebollizione e quindi provocano l'evaporazione (e non la combustione) di un e-liquid, una soluzione a base di:
- glicole propilenico ovvero E1520 un additivo alimentare e farmaceutico commestibile potabile ed iniettabile, usato per allungare o disciogliere altre sostanze è largamente impiegato per l'assoluta assenza di cancerogenicità o genotossicità dimostrata a livello mondiale da numerosi studi[32],
- glicerolo, E422, un costituente naturale di oli e grassi presente naturalmente nel corpo umano, è un additivo vegetale alimentare e farmaceutico commestibile e iniettabile, utilizzabile in ambito medico come lassativo o anti ipertensione, in ambito cosmetico per creme e saponi per le sue proprietà idratanti ed emollienti, in ambito culinario alla base di torte e pasticceria,
- aromi alimentari, ovvero i sapori ed odori naturali concentrati derivati da fonti naturali e artificiali, identificati dalla Normativa Europea come aromi naturali estratti da prodotti ed ingredienti naturali, sono una vasta gamma di molecole come: limonene (agrumi), mentolo (menta), pinene (conifere), eucaliptolo (eucalipto), gamma-nonalattone (cocco), frambinone (lampone), cinnamato (ciliegia, cannella), linalolo (basilico), geraniolo (geranio), vanillina (vaniglia), gamma-undecalattone (pesca) beta-ionione (viola), ecc.

I costituenti dell'e-liquid possono essere miscelati in percentuali variabili a seconda del gusto personale.
Ad esempio si potrebbe ricorrere ad una base costituita dal 50% di glicerolo, 40% di glicole e 10% d'acqua, e alla base complessiva così ottenuta si potrebbe aggiungere una piccola parte di aromi concentrati nella proporzione di 1:10; comunque non è infrequente che vengano usati anche meno componenti, anche solo 2 costituenti e raramente anche uno soltanto (tipicamente Glicerolo al 100%).
Per chi fosse affetto da dipendenza da nicotina, una malattia cronica recidivante, c'è l'eventuale possibilità di aggiungere all'e-liquid quantità controllate di nicotina in modo da attenuare gli effetti da assuefazione e tolleranza che producono l'astinenza.
Il liquido è vaporizzato dall'atomizzatore, che viene alimentato da batterie ricaricabili di tipo e in numero variabile.
Esistono vari fattori che determinano la scelta dei componenti della sigaretta elettronica:
- Resa aromatica, ovvero l'integrità, la corposità e il gusto dell'aroma del liquido una volta vaporizzato e aspirato
- Hit (o colpo in gola), la percezione del vapore che passa nella laringe durante l'inspirazione. Questo effetto è tanto maggiore quanto maggiore è la concentrazione di nicotina nell'eliquid ed è il sintomo dell'irritazione procurata da quest'ultima alle vie aeree.[senza fonte] Nel caso di utilizzo di sali di nicotina quest'effetto viene annullato dalla presenza di acido benzoico o mitigato dall'utilizzo di altri acidi atti a trasformare la nicotina in un sale.
- Fumosità, ovvero cloud, la quantità e la densità di vapore generato dalla vaporizzazione del liquido. La fumosità dipende, oltre che dall'efficienza dell'atomizzatore, anche dalla percentuale di glicerolo del liquido: maggiore sarà la percentuale di VG (glicerolo vegetale) maggiore sarà la quantità e la densità del vapore
- Calore, ovvero warmth, la temperatura del vapore inalato.
- Autonomia, ovvero la durata di funzionamento del dispositivo prima di una ricarica, ed i tempi di ricarica.
- Sicurezza, ovvero la presenza o meno di uno o più sistemi di protezione passiva o proattiva dai rischi derivanti dall'elettricità che l'alimenta e dal calore generato.
- Ergonomia, ovvero grandezza, dimensioni, peso e maneggevolezza di un dispositivo da portare con sé anche per lunghi periodi di tempo.
- Efficienza, ovvero la presenza o meno di circuiti elettronici logici che ne regolino l'erogazione, controllino la potenza, ne ottimizzino la durata ed eventualmente ne permettano la personalizzazione e riprogrammazione.

## Storia
Il primo vero brevetto della sigaretta elettronica risale al 1965, depositato dallo statunitense Herbert A. Gilbert. Il primo prodotto commerciale viene commercializzato in Cina a Pechino nel 2003 sfruttando una tecnologia a ultrasuoni da Hon Lik, un farmacista cinese. Le sigarette elettroniche sono state brevettate come Ruyan, che significa “quasi come il fumo”. La maggior parte delle sigarette elettroniche oggi sul mercato utilizza un sistema differente, basato su un vaporizzatore in grado di nebulizzare (per mezzo di riscaldamento) la soluzione contenuta nella cartuccia.
Nel 2006 le sigarette elettroniche vennero introdotte in Europa e successivamente negli Stati Uniti. In Italia se ne comincia a parlare diffusamente nel 2008; ne troviamo attestazioni sui principali quotidiani nazionali: come nel Corriere della Sera, in un articolo di Francesco Tortora (Ecco la sigaretta elettronica, <<Corriere della Sera>>, 28 febbraio) e sul La Repubblica (quotidiano), in un articolo di Ernesto Assante, (La sigaretta elettronica si può fumare ovunque, <<La Repubblica>>, 5 dicembre)
Nel dicembre del 2012 la BAT acquisisce la start-up inglese CN Creative di Manchester, specializzata in prodotti per la lotta al tabagismo.
Nel novembre del 2013 Fontem Ventures, del gruppo Imperial Tobacco, ha annunciato che Hon Lik si sarebbe unito alla squadra come cofondatore e direttore esecutivo.
Nel 2012 in Italia, inizialmente venduta come “articolo da regalo per fumatori” e senza alcuna regolamentazione, la sigaretta elettronica viene sottoposta ai primi controlli medico-scientifici, che ne determineranno la non totale innocuità. Il 2 aprile 2013 il Ministero della Sanità innalza il divieto di vendita dai sedici anni, ai minori di diciott'anni.

## Tipi di sigaretta elettronica

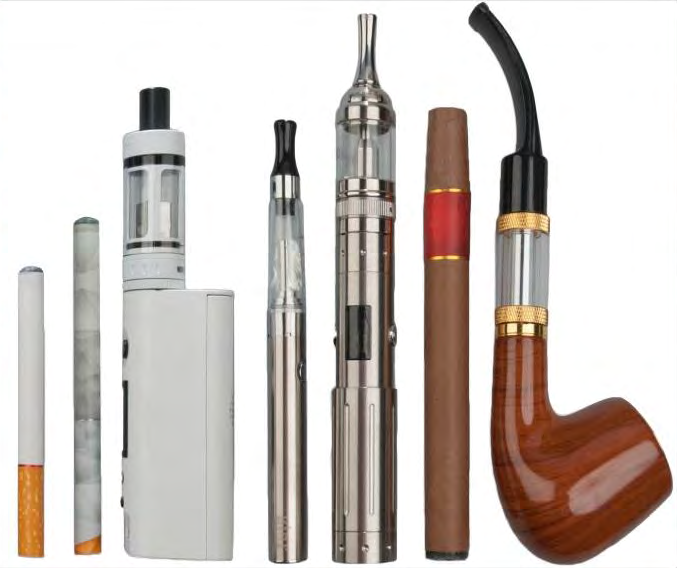
Varie forme di sigarette elettroniche, compresi un sigaro e una pipa elettronici

Il termine sigaretta elettronica identifica tutti i dispositivi elettronici in grado di inalare vapore senza fare uso di combustione. Sebbene esistano dei prodotti dall'aspetto simile alla sigaretta tradizionale, esistono svariati tipi di dispositivi che differiscono nella forma, nelle prestazioni e nella resa aromatica. Ogni dispositivo è un assemblaggio di più parti (a volte costruite da produttori diversi) vendute singolarmente o, per comodità del consumatore, in appositi kit (solitamente corredati da caricabatterie e ricambi).

## Funzionamento
Quando l'utilizzatore avvia la sigaretta elettronica, attraverso un tasto o un sistema automatico, viene alimentata, tramite una batteria, una resistenza contenuta all'interno di un atomizzatore. Quest’ultimo contiene una resistenza, denominata "coil", che surriscalda un tipo di materiale (wick, cotone, mesh) che, a contatto con la soluzione liquida, la fa evaporare.
Il vapore viene aspirato dall'utilizzatore, che ne trarrà la sensazione, anche visiva, di fumare, per poi espirare ed espellere il vapore inalato.
Affinché questa sensazione sia quanto più verosimile, in alcune sigarette elettroniche, durante l'inalazione si accende un LED di colore rosso scuro posto all'altra estremità del dispositivo, simulando così anche il tipico colore rosso della combustione di una tradizionale sigaretta.

## Componenti

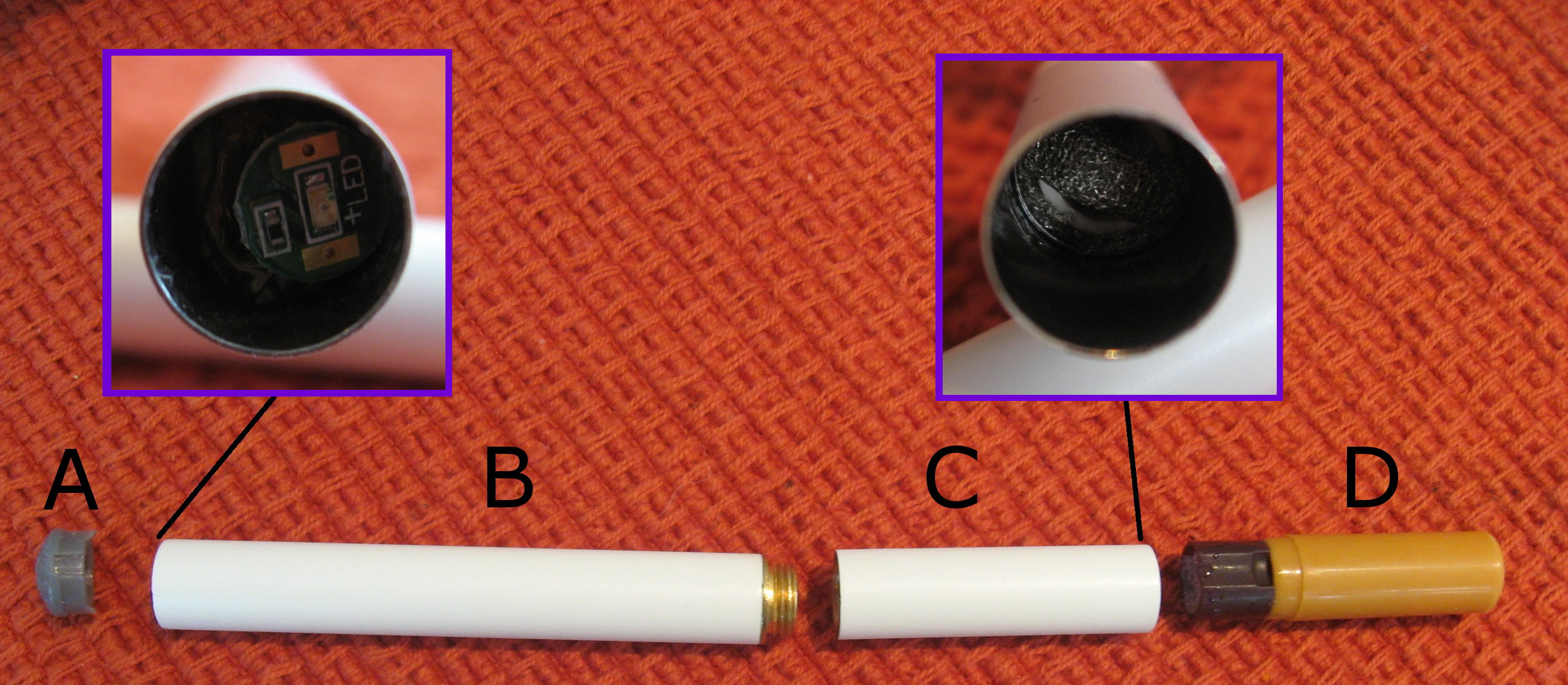
Una sigaretta elettronica smontata:
A. LED per simulare la combustione
B. Batteria
C. Atomizzatore
D. Cartuccia

Nonostante le sigarette elettroniche presentino spesso forme differenti, hanno generalmente componenti simili tra loro, che variano tra:
- un drip tip (bocchino)
- un filtro contenente una cartuccia
- un atomizzatore
- una resistenza (coil)
- un materiale a contatto con la resistenza (cotone, mesh o wick)
- un vaporizzatore (cartomizzatore)
- una batteria ricaricabile
- un circuito elettronico interno

### Drip tip

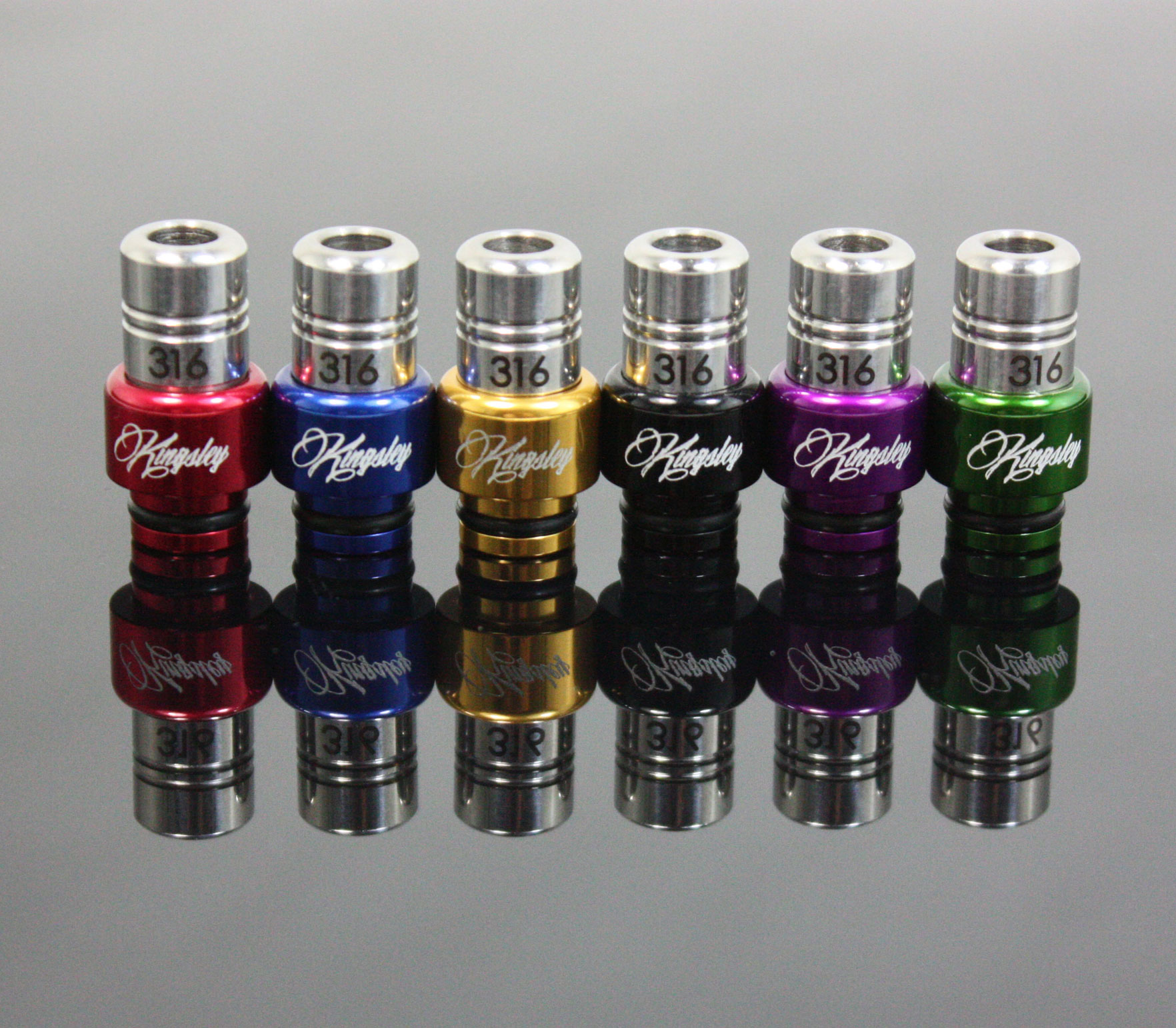
Un tipo di drip tip con vari colori e attacco 510

Il drip tip, chiamato anche bocchino, è lo strumento in cui si appoggiano le labbra per aspirare il vapore prodotto dalla sigaretta elettronica. I vari tipi di drip tip si differenziano per forma, dimensione, materiale, foro di tiraggio e attacco all'atomizzatore.
Il drip tip solitamente ha un attacco di tipo 510.
il drip tip è una parte fondamentale dell'atomizzatore, in grado di cambiare l'esperienza d'uso della sigaretta elettronica.
I vari tipi di drip tip si suddividono, in particolare, per il tipo di materiale utilizzato.
I più comuni sono:
- metallo: tende a riscaldarsi e macchiarsi facilmente, ma è molto duraturo.
- plastica: non si surriscalda, ma può influire sulla resa aromatica
- delrin: non si surriscalda e non influisce sulla resa aromatica
- ceramica/pietra: non si surriscalda e non si raffredda, non influisce sulla resa aromatica
- legno: non si surriscalda e ha bisogno di molta manutenzione.

### Filtro e cartuccia
Il filtro è costituito da materiale plastico ipoallergenico e al suo interno contiene la cartuccia contenente la soluzione di glicole propilenico, glicerolo e nicotina.
Il filtro può essere riutilizzato sostituendo la cartuccia presente al suo interno con una cartuccia nuova oppure ricaricando manualmente la stessa tramite il liquido (eliquido o e-liquid) per sigaretta elettronica. Oppure si utilizza un serbatoio denominato tank che funge da "filtro" e che può essere ricaricato più volte.
Il liquido può essere acquistato premiscelato con aromi a scelta e nicotina in concentrazione variabile o eventualmente assente.
Si possono anche acquistare separatamente i componenti base (glicole propilenico, glicerolo, soluzione con nicotina e aromi) da miscelare in concentrazioni variabili in base al proprio gusto e alla propria esigenza di nicotina. Spesso questo procedimento risulta essere più economico rispetto all'acquisto di liquidi premiscelati. Esistono delle regole empiriche che i venditori usano per selezionare la percentuale di nicotina da inserire nel liquido. Queste regole si basano sul numero di sigarette tradizionali fumate precedentemente dal fumatore. La scelta di una percentuale bassa di nicotina potrebbe produrre nel fumatore il desiderio di continuare a fumare le sigarette tradizionali.
L'effetto fumo della sospensione è prodotto principalmente dal glicerolo e dal glicole propilenico. L'effetto hit, il classico colpo in gola che si avverte con le sigarette al tabacco, può essere riprodotto sia da questi due soli componenti, ma in modo blando, sia dalla nicotina aggiunta alla soluzione, e tanto più avvertibile quanta più nicotina viene aggiunta. O anche dall'aggiunta di particolari liquidi composti da aromi alimentari opportunamente miscelati per ottenere un'emulazione di quest'effetto, con il vantaggio che questi ultimi sono privi di nicotina pur rimanendo piuttosto efficaci.

### Atomizzatore
L'atomizzatore è il cuore della sigaretta elettronica: ne unisce i principali componenti per il suo funzionamento. All'interno dell'atomizzatore troviamo:
- soluzione svapabile (e-liquid)
- resistenza
- materiale per il trasporto del liquido alla resistenza (wick, cotone o mesh)
- drip tip

L'atomizzatore può essere di varia forma o dimensione.
Dalla forma dell'atomizzatore possono dipendere diverse caratteristiche viste in precedenza tra cui: resa aromatica, hit, fumosità e calore.
Questo si verifica in relazione al tipo di camera di evaporazione, ampiezza dei fori dell'aria e dalla modalità di circolazione dell'aria che passa all'interno dell'atomizzatore.
Esistono vari tipi di atomizzatore: possiamo suddividerli in macro gruppi, per tipo di tiro.

#### Atomizzatori dacloud chasing/flavor chasing
Gli atomizzatori di questo tipo hanno generalmente queste caratteristiche: una resistenza sub-ohm (ovvero < 1 Ω), una diametro superiore ai 22 mm.

### Vaporizzatore nebulizzatore (cartomizzatore)
Il componente principale della sigaretta elettronica è costituito dal vaporizzatore o cartomizzatore.
Questo riscalda il liquido contenuto nella cartuccia, o nel serbatoio (Tank), creando una sospensione gassosa che trasporta le sostanze del liquido, lasciandole quasi inalterate grazie all'assenza di combustione.

### Batteria ed elettronica

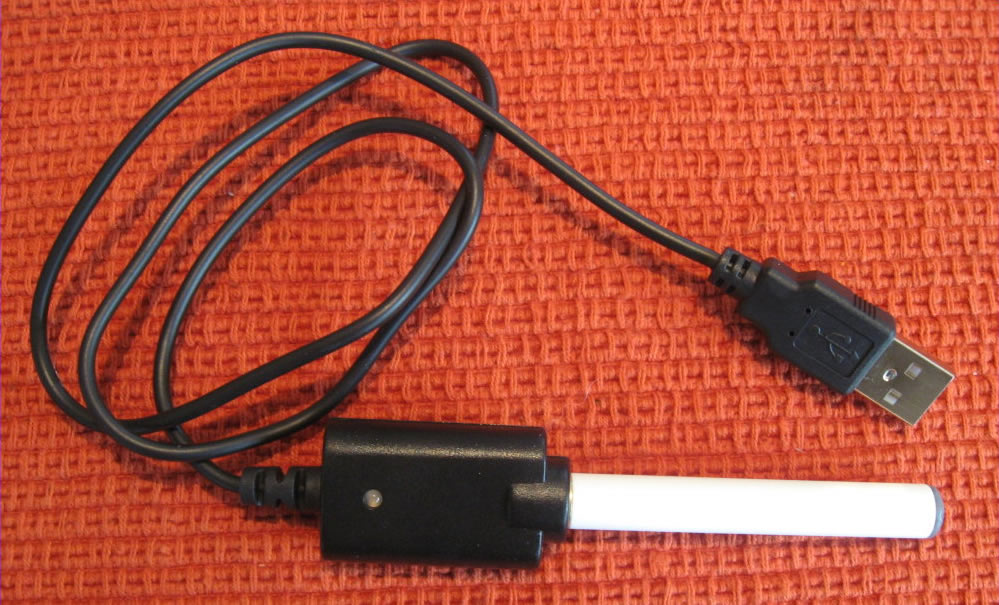
Una sigaretta elettronica collegata a un ricarica batterie USB

La maggior parte delle sigarette elettroniche utilizza una batteria ricaricabile agli ioni di litio per fornire energia al vaporizzatore.
Al suo interno è presente un sensore meccanico che rileva la differenza di pressione che si verifica durante l'aspirazione da parte del fumatore. Questo sensore agisce da interruttore che attiva elettricamente la batteria e gli permette di fornire energia al vaporizzatore per il suo funzionamento.
Esiste anche la versione manuale della batteria che non dispone di sensore interno, ma di un piccolo tasto esterno che permette di attivarla manualmente al momento dell'aspirazione o qualche istante prima se si desidera un fumo più denso per un maggior appagamento.
Le batterie sono disponibili in differenti tensioni e la densità del vapore prodotto è direttamente proporzionale alla tensione elettrica della stessa. Esistono infatti modelli di sigaretta elettronica denominati BB o Big Battery forniti con batterie di tensione maggiore (da 3,7 V in su). Questo permette alla batteria di erogare maggiore potenza al vaporizzatore che produce quindi un fumo ancora più denso e appagante. Grazie a queste batterie maggiorate è quindi possibile ottenere un maggior colpo in gola a parità di concentrazione di nicotina rispetto ai modelli normali di sigaretta elettronica.
Un'alternativa alle batterie è rappresentata dalle prese di tipo USB-pass che permettono di collegare il vaporizzatore direttamente a una presa USB di un computer o di alcune automobili, utilizzando la tensione di 5 V delle prese USB e utilizzando una potenza che si colloca in una posizione medio-alta della scala delle potenze erogate dalle batterie per sigaretta elettronica che arrivano a circa 7 V e oltre nei modelli di BB più potenti.
Questa alternativa inoltre permette di non consumare le batterie che, anche se facilmente ricaricabili, hanno comunque un loro ciclo di vita tipico di tutte le batterie ricaricabili e che è di circa 4-5 mesi o più in base all'utilizzo.
La durata della batteria dipende da molteplici fattori, quali il tipo, la grandezza, la frequenza di utilizzo e l'ambiente operativo.
La dimensione di una batteria determina la quantità di mAh che essa possiede, ovvero la capacita di accumulare energia.
Sono disponibili diversi tipi di caricabatterie, tramite la comune presa di corrente a 230 V, oppure caricabatterie USB o da auto.

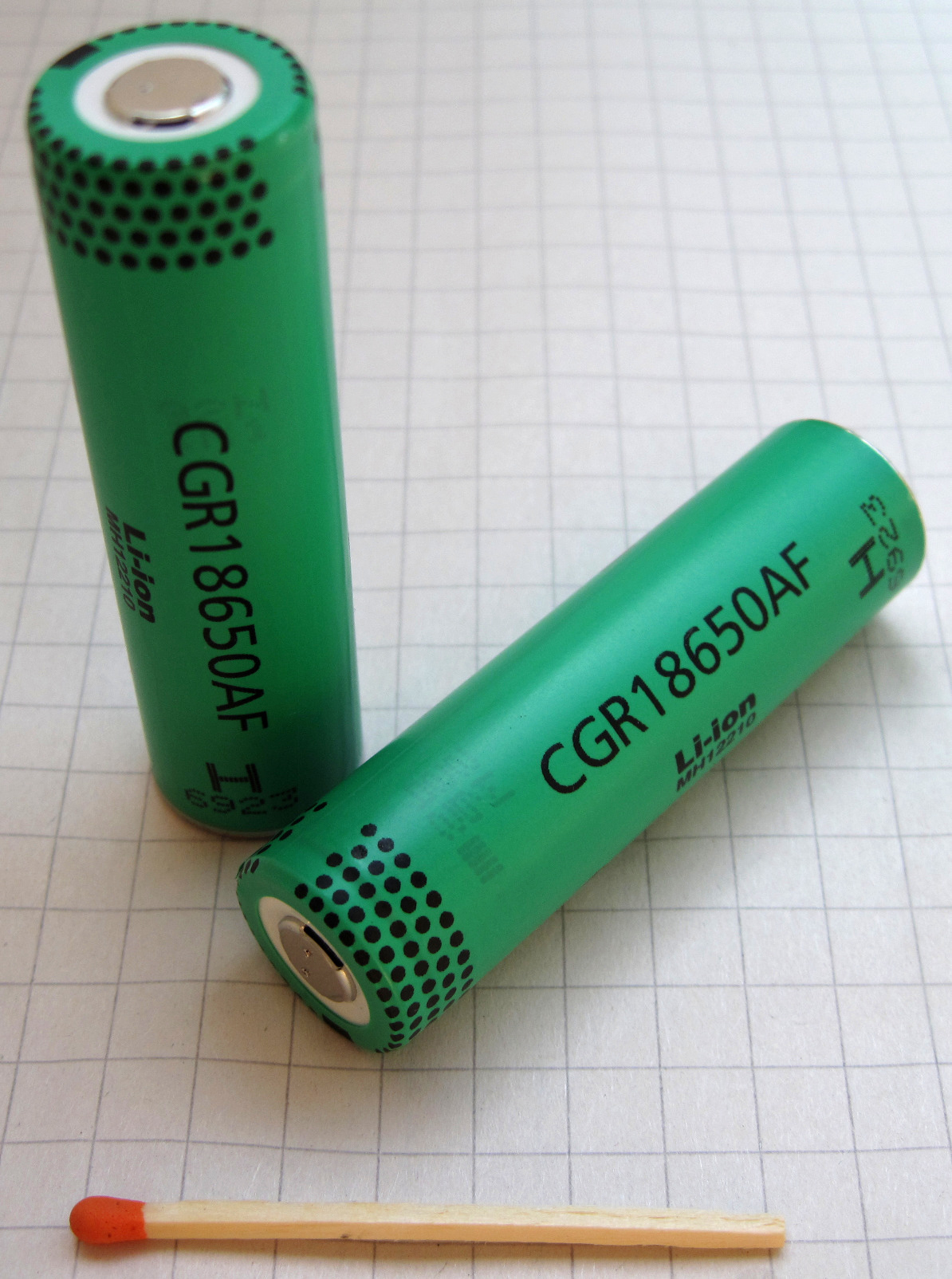
Batteria 18650

Alcune aziende forniscono il caricabatterie integrato in un pacchetto del tutto simile a quello delle sigarette tradizionali, rendendo il prodotto più compatto e trasportabile.
La batteria, talvolta fornita a tensione variabile, è generalmente il componente principale in termini di peso e dimensioni.
Alcune presentano circuiti elettronici in grado di spegnere dopo un determinato intervallo di tempo il vaporizzatore elettronico per prevenire un surriscaldamento generale.
Alcune non presentano nessun tipo di circuito e vengono chiamate meccaniche in quanto l'attivazione è solo per chiusura del circuito, esse presentano un rischio maggiore in quanto un eventuale cortocircuito può indurre la batteria ad esplodere. 
La maggior parte di esse inoltre presenta un LED alla sommità della sigaretta per simulare il rosso della combustione di una normale sigaretta.

## Contenuto della cartuccia

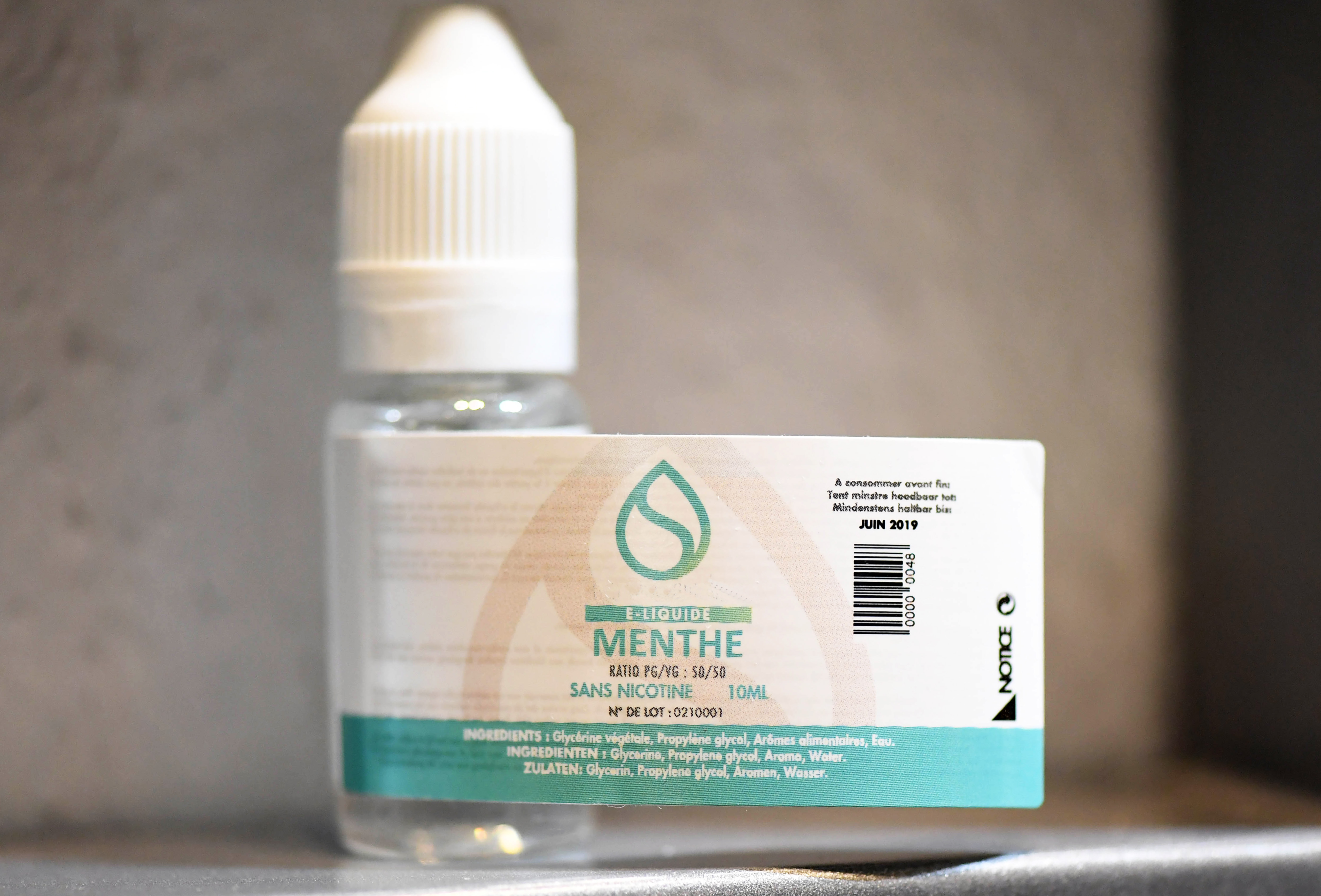
Boccetta di liquido privo di nicotina e aromatizzato al mentolo

La soluzione contenuta nella cartuccia all'interno del filtro può presentare o meno nicotina al suo interno. Questa soluzione è disponibile in una varietà di differenti sapori e concentrazioni di nicotina. La concentrazione di nicotina nei liquidi varia tipicamente da alta, media, bassa e assente.
Alcuni sapori tendono a somigliare vagamente a quelli dei tabacchi utilizzati nelle sigarette e alcuni di questi tentano di imitare perfino specifici marchi di sigarette.
Sul mercato sono inoltre disponibili liquidi con aromi alimentari come fragola, menta, vaniglia, liquirizia, caffè, cognac, sigaro/pipa ecc.
La nicotina viene usualmente diluita in una soluzione di glicerina (VG), glicole propilenico (PG) e acqua (H2O), in varie concentrazioni, a seconda della richiesta dell'utilizzatore.

### Tipi di aromi
- Tabaccosi: tutti quei liquidi già preparati che richiamano un tipo di tabacco.
- Fruttati: tutti quei liquidi già preparati che hanno un gusto fruttato.
- Cremosi: tutti quei liquidi già preparati che hanno un gusto cremoso.
- Drink: tutti quei liquidi già preparati che hanno un gusto da bibita o cocktail.
- Freschi e mentolati: tutti quei liquidi già preparati che hanno un gusto fresco e mentolato.
- Dolci: tutti quei liquidi già preparati che hanno un gusto prevalentemente dolce.
- Basi neutre: sono quei liquidi che non presentano fragranze.
- Aromi concentrati: sono aromi da aggiungere alle basi neutre per ottenere una propria fragranza, possono essere dello stesso tipo indicato sopra. Gli aromi per sigaretta elettronica si dividono in ORGANICI e SINTETICI:
- Organico: Aroma estratti direttamente dal prodotto originale (esempio: frutta, tabacco, etc...)
- Sintetico: Aroma prodotto in laboratorio

### Gradazione della percentuale di nicotina
La quantità di nicotina contenuta in un liquido si misura in mg/mL (milligrammi per millilitro) e può essere indicata in percentuale:
in commercio si possono trovare liquidi con
- 18 mg/mL o 1,8% (contenuto medio alto di nicotina)
- 9 mg/mL o 0,9% (contenuto medio di nicotina)
- 3 mg/mL o 0,3% (contenuto basso di nicotina)
- 0 mg/mL o 0% (liquido privo di nicotina)

In pratica se prendiamo una confezione di liquido da 10 mL, il contenuto di nicotina, dell’intera bottiglietta, sarà rispettivamente di 180 mg equivalente a 0,18 mL per la concentrazione 18 mg/mL, di 90 mg equivalente a 0,09 mL per la concentrazione 9 mg/mL e infine 0 per i liquidi privi di nicotina.
La nicotina contenuta in un liquido deve essere chiaramente indicata sulla confezione (tanto nell'imballo quanto sulla boccetta stessa) e si parte da una concentrazione pari a 0 fino ad arrivare a un massimo di 20 mg/mL.

## Salute

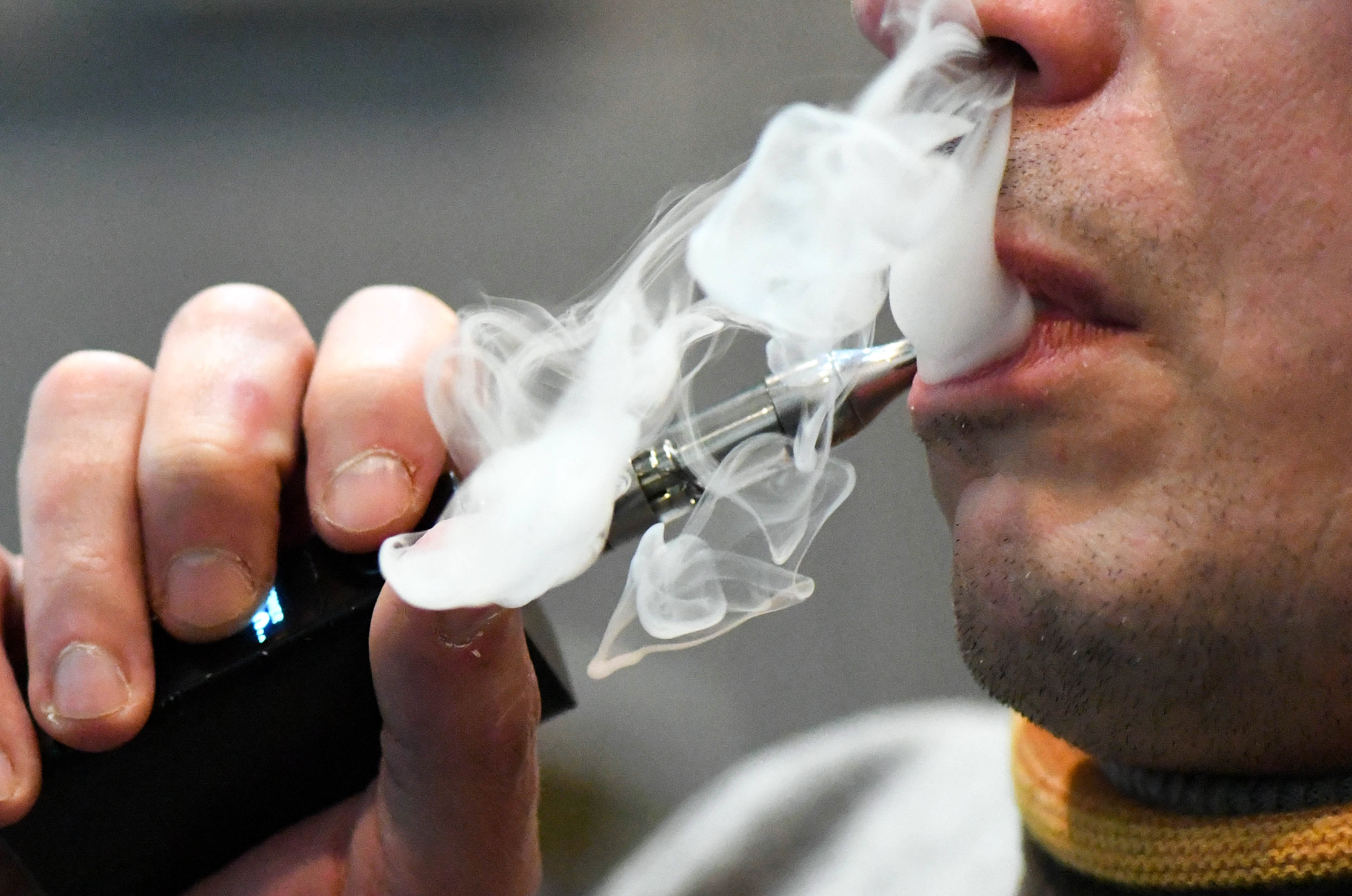
Persona che fuma una sigaretta elettronica

Al momento, vista la relativamente recente affermazione sul mercato di questo prodotto, non esistono grossi studi sulla tossicità o meno derivante dall'inalazione delle sostanze contenute nelle sigarette elettroniche, in prevalenza aerosol, e per quanto riguarda la eventuale tossicità di sostanze chimiche presenti, glicole propilenico (che ha sostituito il più tossico glicol dietilenico, che veniva usato anche come additivo alimentare con la sigla E1520), le nitrosammine e ovviamente la pericolosa nicotina (contenuta anche nelle sigarette tradizionali). Non essendo contenuti, nei vapori emessi, residui di combustione come catrame, benzene e idrocarburi policiclici aromatici, tipicamente presenti nei fumi dei prodotti da fumo tradizionali, i rischi per la salute, soprattutto quelli derivanti da patologie oncologiche, sono probabilmente minori. I dubbi sulla sicurezza di questi prodotti derivano dalla presenza o meno di nicotina. Tale sostanza, pur non essendo cancerogena, è nota per essere causa di una fortissima dipendenza psichica nella quasi totalità dei soggetti esposti. In alcuni studi si è discusso un suo probabile coadiuvante nella genesi di patologie oncologiche quando associata ai composti cancerogeni della combustione, stabilendo comunque in modo conclusivo, coerentemente con studi precedenti negli animali da laboratorio, che la nicotina non è un cancerogeno, co-cancerogeno, promotore tumorale, ma è comunque implicata nella formazione di nitrosammine specifiche del tabacco, ossia nitrosammine cancerogene come l'NNK e l'NNN.
Nel febbraio 2010 il Ministero della Sanità italiano, con nota protocollata DGPREV 0006710-P-11/02/2010, relativa all'etichettatura di preparati contenenti nicotina e sostanze pericolose (riportate nelle direttive 2001/95/CE e 1999/45/CE, adottate con Dlg 52/97) in base ai criteri richiesti dal DM del 28 aprile 1997 e suoi aggiornamenti ha chiesto a tutti i produttori di sigarette elettroniche di evidenziare su tutti i prodotti, la concentrazione di nicotina e, in caso di presenza, di apporre i necessari simboli di tossicità. È stato inoltre richiesto di evidenziare la frase "Tenere lontano dalla portata dei bambini" su tutti i prodotti posti in vendita. L'Istituto Superiore di Sanità ha inoltre affermato che non esistono dati sufficienti per escludere effetti dannosi per la salute.
La LIAF, Lega Italiana Anti Fumo, in collaborazione con l'Università di Catania, ha intrapreso nel 2010 uno studio sulle sigarette elettroniche. I risultati ottenuti sono positivi, infatti le sigarette elettroniche non risultano tossiche, inoltre i dati preliminari degli studi in corso dimostrano che rappresenterebbero un valido aiuto per diminuire il numero di sigarette e per chi vuole smettere di fumare.

L'uso delle sigarette elettroniche ha permesso di diminuire sostanzialmente il consumo di sigarette tradizionali senza causare effetti collaterali significativi nei fumatori che non hanno intenzione di smettere.
La FDA nordamericana, in un'analisi effettuata su due marche leader, rilevò due gruppi di sostanze che considerò potenzialmente dannose: il glicol dietilenico e le nitrosammine. Il dipartimento della salute del Canada menziona solo la presenza del glicol dietilenico e la necessità di effettuare ulteriori analisi.

A Panama la distribuzione di sigarette elettroniche è stata proibita da giugno 2009, sulla base degli studi della FDA che confermano la presenza di glicol dietilenico, responsabile della morte di migliaia di panamensi tra il 2006 e il 2009.
Anche in Uruguay ne è stata proibita la vendita dal novembre del 2009 per decreto del presidente Tabaré Vázquez.
Il governo della Gran Bretagna ha presentato in parlamento nel dicembre 2017 il primo studio scientifico a lungo termine che dimostra che la sigaretta elettronica riduce i rischi del 95% rispetto alla sigaretta tradizionale di tabacco. Tale studio si affianca ad un altro, eseguito su scala limitata (209 volontari seguiti per due anni) in cui non si evidenziano problemi sanitari rilevanti dovuti all'utilizzo delle sigarette elettroniche, mentre sono stati rilevati effetti collaterali come mal di testa, tosse, rinofaringite, infiammazione della gola e una lieve diminuzione della funzione polmonare; la ricerca è comunque considerata solo sperimentale, essendo stata sponsorizzata da un grande marchio del settore.
L'uso di svapatori e sigarette elettroniche ha evidenziato la comparsa in acuto di lesioni a carico del parenchima polmonare, nota come malattia polmonare associata allo svapo (E-cigarette or Vaping Use-Associated Lung Injury o EVALI)
Uno studio condotto nel 2019 ha rilevato che i fumatori di sigarette che iniziano a fare uso di dispositivi per lo svapo hanno il 67% di probabilità in più di smettere di fumare. Inoltre, uno studio del New England Journal of Medicine ha evidenziato che le sigarette elettroniche sono due volte più efficaci nell’incentivare le persone a smettere di fumare rispetto ai tradizionali sostitutivi della nicotina, come cerotti e gomme. Secondo tale studio, le sigarette elettroniche avrebbero determinato un aumento del 50% del tasso di persone che utilizzano un prodotto pensato per smettere di fumare.
Di contro, negli ultimi anni, negli Stati Uniti, si sta rilevando una preoccupante diffusione delle sigarette elettroniche tra i giovani, con un 19,6% di studenti delle scuole superiori che nel 2020 ha utilizzato sigarette elettroniche, che si confermano come il prodotto per l'assunzione di tabacco più diffuso in quella fascia di età. Risulta, inoltre, che gli adolescenti che usano le sigarette elettroniche hanno quattro volte più probabilità di provare le sigarette normali rispetto ai coetanei che non hanno mai consumato tabacco. Pertanto, in alcuni casi lo svapo potrebbe portare in futuro i giovani al tabagismo.
Secondo la Società Italiana di Medicina Interna, l'e-cig e il tabacco riscaldato possono causare infiammazione delle vie aeree, asma, broncopneumopatia cronica ostruttiva e maggiore suscettibilità alle infezioni virali.

## Legislazioni
Dato il prepotente ingresso sul mercato, le correlazioni con le leggi in vigore del dispositivo sono in più nazioni ancora in divenire. 
- In Australia la vendita di sigarette elettroniche contenenti nicotina è illegale;
- In Austria e Danimarca le sigarette elettroniche sono considerate dispositivi medici e le cartucce contenenti nicotina come prodotti farmaceutici. Perciò le sigarette elettroniche necessitano del marchio CE e le cartucce di nicotina devono essere registrate come prodotti medicinali prima di poter essere vendute
- In Canada la possibilità di utilizzare la sigaretta elettronica nei locali dove il fumo tradizionale è bandito è in discussione;
- In Finlandia non è possibile commerciare cartucce contenenti nicotina ma queste possono essere acquistate (da altri paesi) per uso personale;
- A Hong Kong il possesso e la vendita di sigarette elettroniche è illegale;
- In Italia, vedasi art. 21 comma 10 del d. lgs. 6/2016
  - con ordinanza del Ministro della Salute rinnovata da ultimo il 4 ottobre 2014[54], è stato disposto il divieto di vendita a soggetti minori di anni 18 di sigarette elettroniche contenenti nicotina. Con il d. l. 76/2013 (Lavoro - IVA)[55] convertito nella legge 99/2013 l'8 agosto 2013, le sigarette elettroniche sono state equiparate ai tabacchi lavorati ed è stato imposto loro una tassa di consumo del 58,5% che partirà dal 1º gennaio 2014. La norma e il regime fiscale sono stati sospesi con sentenza del TAR Lazio[56] del 2 aprile 2014[57].
  - È disposto il divieto di commercializzazione di prodotti contenenti nicotina in misura superiore ai 20 mg/ml e solo in contenitori di liquido di ricarica appositi il cui volume non superi i 10 ml totali secondo il decreto legislativo 12 gennaio 2016, n. 6 Recepimento della direttiva 2014/40/UE[58]
- In Malaysia le sigarette elettroniche sono considerate dispositivi medici e le cartucce di nicotina come prodotti medicinali. Possono essere acquistate nei negozi appositi e nelle farmacie;
- In Nuova Zelanda le cartucce contenenti nicotina sono vendute come medicinali registrati;
- Nei Paesi Bassi è consentita la vendita e l'utilizzo ma è vietata la pubblicità di prodotti contenenti nicotina in accordo con le leggi europee;
- Nel Regno Unito non vi è alcuna restrizione alla vendita e al consumo di sigarette elettroniche;
- Negli Stati Uniti la vendita di sigarette elettroniche è libera. La FDA sta però svolgendo degli studi per una futura regolamentazione.